# رونالد هوت
رونالد هوت (انگلیسی: Ronald Huth؛ زادهٔ ۳۰ اکتبر ۱۹۸۹) بازیکن فوتبال اهل پاراگوئه است.
از باشگاه‌هایی که در آن بازی کرده‌است می‌توان به باشگاه فوتبال لیورپول، باشگاه فوتبال ویچنزا، و تیم ملی فوتبال پاراگوئه اشاره کرد.
وی همچنین در تیم ملی فوتبال زیر ۲۰ سال پاراگوئه بازی کرده‌است.